# The Order (2001)
The Order is een Amerikaanse actiefilm uit 2001 geregisseerd door Sheldon Lettich en geschreven door Jean-Claude Van Damme, die ook in de film speelde. De film werd op 12 maart 2002 in de Verenigde Staten op direct-to-dvd uitgebracht.

## Verhaal
Rudy Cafmeyer (Jean-Claude van Damme) is een getalenteerde dief en een echte avonturier. Na een ruzie met Rudy vertrekt zijn vader, een museumcurator, hals over kop naar Israël. Dezelfde avond nog wordt Rudy door de politie ondervraagd over de diefstal van een zeldzaam religieus manuscript. Dit manuscript over de 'Order of Trinity' is gestolen uit het museum waar zijn vader werkt. Van de museumdirecteur hoort Rudy dat zijn vader bezig is met een boek over 'The Order', een duistere geheime sekte die nog afstamt van de kruisvaarders uit de middeleeuwen. Na een alarmerend telefoontje van zijn vader reist ook Rudy af naar Israël. Samen met de bloedmooie Israëlische agente Dalia (Sofia Milos) gaat Rudy op onderzoek uit.

## Rolverdeling
- Jean-Claude Van Damme als Rudy Cafmeyer
- Charlton Heston als Prof. Walter Finley
- Sofia Milos als luitenant Dalia Barr
- Brian Thompson als discipel Cyrus Jacob
- Ben Cross als Ben Ner
- Vernon Dobtcheff als Oscar Cafmeyer
- Sasson Gabai als Yuri
- Alon Aboutboul als Avram
- Joey Tomaska als Joey
- Peter Malota als Amnon
- Sharon Reginiano als Bassam
- Sami Huri als luitenant Itsik

## Productie
Regisseur Sheldon Lettich gaf later het volgende commentaar: 
Qua sfeer wilden we een film maken die in de trant was van leuke actie-avonturenfilms zoals de Indiana Jones-films en Hitchcock-films zoals North by Northwest. Een grote fout die we maakten met The Order was de toon in een serieuzere richting te geven in het derde bedrijf. Als we de luchtigheid tot het einde toe hadden gehandhaafd, dan denk ik dat de film veel succesvoller zou zijn geweest. Voor mij is het hoogtepunt van de film de achtervolging door de Oude Stad van Jeruzalem, met Van Damme vermomd als een chassidische jood, op de vlucht voor en vechtend met de Israëlische politie. Het was volkomen maf en waanzinnig en tot op de dag van vandaag ben ik er nog steeds verbaasd over dat ik Jean-Claude ertoe heb kunnen overhalen om het te doen.

## Opbrengst
In Spanje werd de film door ruim 100.000 mensen bekeken met een brutowinst van bijna 600.000 euro. In Mexico deed de film het net zo goed, met een brutowinst van meer dan 560.000 dollar. Hoewel niet uitgebracht in bioscopen in de Verenigde Staten, deed de film het goed op het gebied van verhuur, goed voor meer dan 18 miljoen dollar. De film werd ook uitgebracht op video en dvd in het Verenigd Koninkrijk en Duitsland.